# Prithvi Narayan Shah
Prithvi Narayan Shah (पृथ्वी नारायण शाह - Pṛthvī Nārāyaṇa Śāha; Distretto di Gorkha, 25 dicembre 1722 – Devghat, 11 gennaio 1775) è stato il primo re del Nepal dal 1768 al 1775.
Nel XVIII secolo il Nepal era suddiviso in una moltitudine di regni locali in guerra fra di loro. Prithvi Narayan Shah era il regnante di Gorkha dal 1742 e, messosi alla testa del suo esercito, sottomise i regnanti confinanti per marciare infine su Kathmandu. L'attacco decisivo fu sferrato a sorpresa durante la festa detta dell'Indra Jatra nel 1768, in modo da cogliere impreparate le truppe preposte alla difesa. Dopo l'ingresso in città, il primo re del Nepal unificato ricevette l'incoronazione e la benedizione della Kumari reale. È considerato il fondatore del Nepal moderno.